# Hultsfreds köping
Denna artikel handlar om den tidigare kommunen Hultsfreds köping. För orten se Hultsfred, för dagens kommun, se Hultsfreds kommun.
Hultsfreds köping var en tidigare kommun i Kalmar län.

## Administrativ historik
Hultsfreds köping bildades den 1 januari 1927 (enligt beslut den 26 mars 1926) genom en utbrytning ur Vena landskommun av Hultsfreds stationssamhälle.
Senast den 1 januari 1941 utbröts köpingen ur Vena jordregistersocken i avseende på fastighetsredovisningen.
Köpingens territorium ändrades flera gånger (årtal avser den 1 januari det året om inget annat anges):
- 1947 - Enligt beslut den 22 mars 1946 överfördes till köpingen ett område med 263 invånare och med en areal av 17,00 km², varav 16,60 km² land, från Vena kyrkobokföringsdistrikt i Vena församling, Vena landskommun.[3]
- 1958 - Ett område med 72 invånare och med en areal av 23,11 km², varav 22,22 km² land, överfördes till köpingen från Målilla kyrkobokföringsdistrikt i Målilla församling, Målilla landskommun. Samtidigt överfördes till köpingen ett område av sjön Hulingen med en areal av 0,97 kvadratkilometer vatten från Vena församling i Vena landskommun.[4]
- 1969 - De två landskommunerna Lönneberga och Målilla inkorporerades i köpingen.

1 januari 1971 ombildades köpingen till Hultsfreds kommun samtidigt med att Vena landskommun gick upp i kommunen.

### Kyrklig tillhörighet
I kyrkligt hänseende hörde köpingen till Vena församling. Köpingens område bildade från 1 januari 1937 Hultsfreds kyrkobokföringsdistrikt, som utbröts 1 januari 1955 för att bilda Hultsfreds församling. 1 januari 1969 tillkom de två församlingarna Lönneberga och Målilla med Gårdveda.

## Geografi
Hultsfreds köping omfattade den 1 januari 1952 en areal av 21,01 km², varav 19,54 km² land.

### Tätorter i köpingen 1960
I Hultsfreds köping fanns del av tätorten Hultsfred, som hade 4 329 invånare i köpingen den 1 november 1960. Tätortsgraden i köpingen var då 97,4 procent.

## Politik

### Köpingsfullmäktiges ordförande
- 1931–1936: Alfred Werner[8]

### Mandatfördelning i Hultsfreds köping 1938-1968
| 14 | 2 | 4 |

| 20 |

| 1 | 12 | 2 | 5 |

| 19 |

| 2 | 12 | 2 | 4 |

| 19 |

| 1 | 12 | 1 | 3 | 3 |

| 18 |

| 2 | 13 |  | 5 | 4 |

| 23 |

|  | 13 | 4 | 3 | 4 |

| 24 |

| 14 | 3 | 4 | 4 |

| 23 |

| 3 | 11 | 4 | 4 | 3 |

| 23 |

| 2 | 20 | 9 | 4 |  | 4 |

| 35 |